# 칼례타 (아소르스 제도)

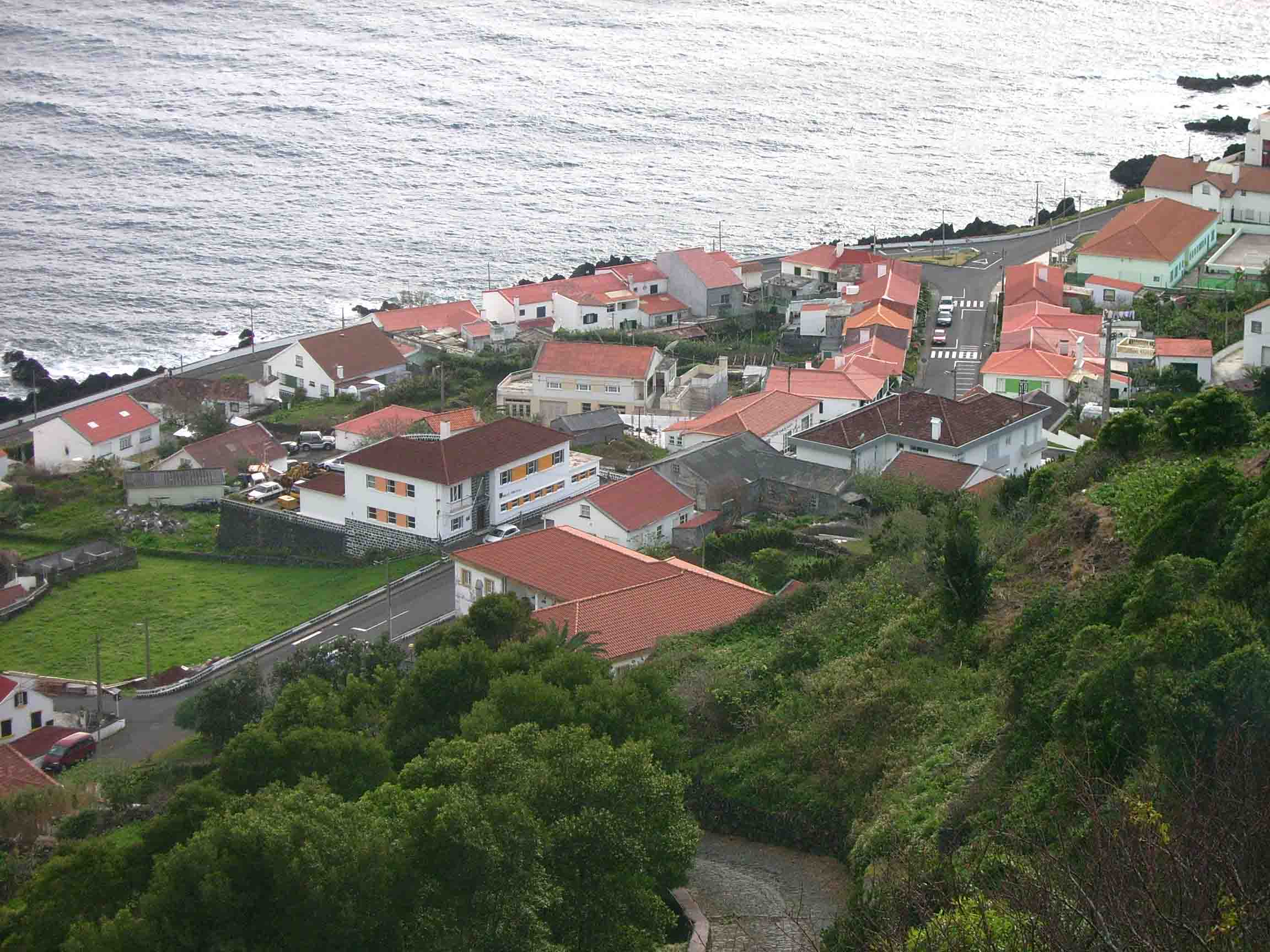
칼례타

칼례타(포르투갈어: Calheta)는 포르투갈 아소르스 제도의 섬 중 하나인 상조르즈섬의 주요 도시이다. 면적은 126.26km2, 인구는 2011년 기준으로 3,773명이다.